# Aranyfenyő
Az aranyfenyő (Pseudolarix) a fenyőalakúak (Pinales) rendjébe és a fenyőfélék (Pinaceae) családjába tartozó nemzetség.

## Rendszerezés
A nemzetségbe az alábbi 1 élő faj és 3 fosszilis faj tartozik:
- kínai aranyfenyő (Pseudolarix amabilis) (N. Nelson) Rehder
- †Pseudolarix arnoldii Gooch, 1992
- †Pseudolarix erensis Krassilov, 1982
- †Pseudolarix wehrii Gooch, 1992

## Források

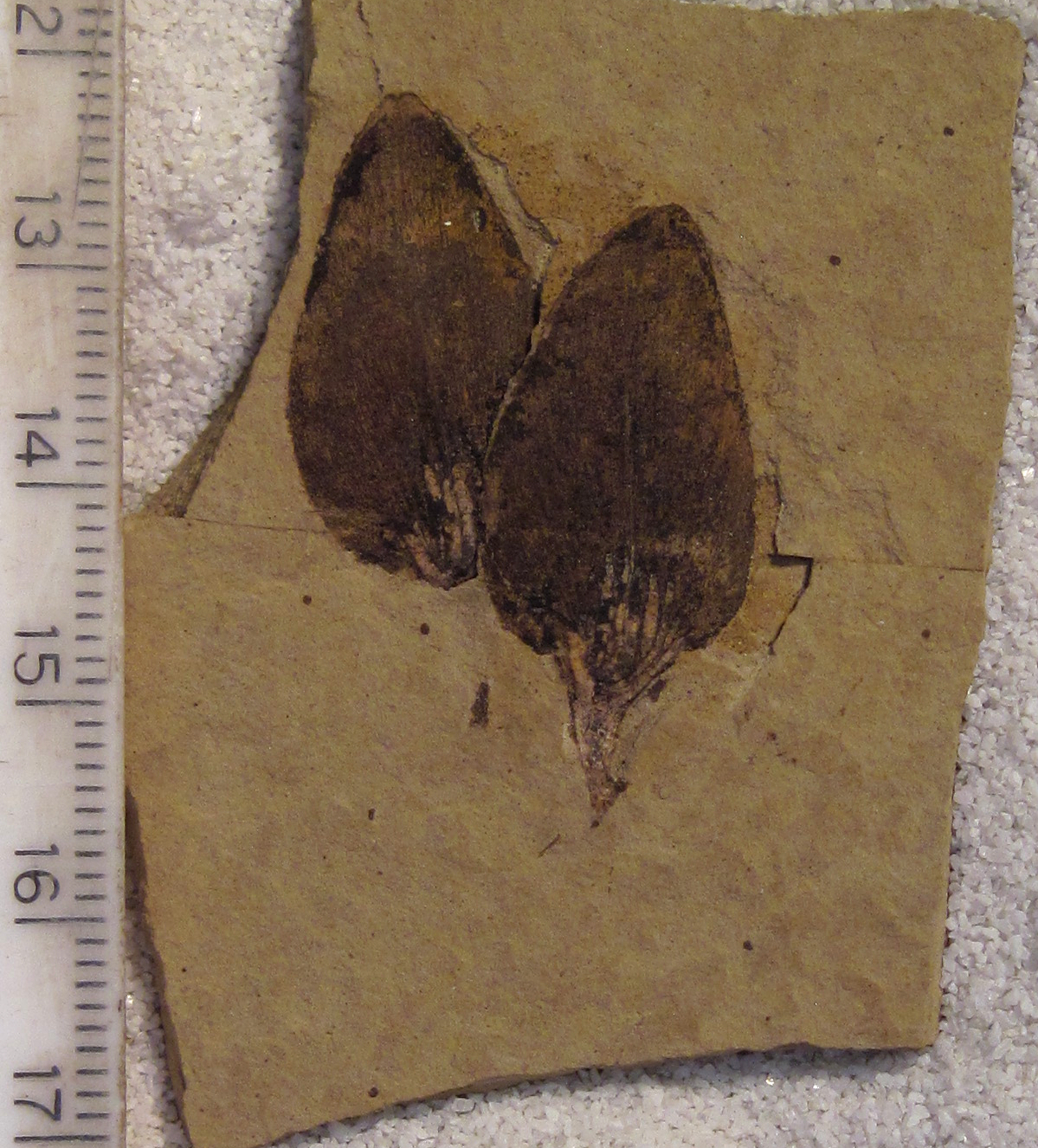
A Pseudolarix wehrii tobozának két pikkelye